# Carmem Portinho
Carmem Portinho   (Corumbá, 26 de gener de 1903 - Rio de Janeiro, 25 de juliol de 2001) Carmem Velasco Portinho fou una enginyera civil, urbanista i feminista brasilera, pionera en la lluita pels drets de les dones al Brasil. Va ser la primera dona urbanista brasilera i la tercera enginyera civil.

## Biografia
Va nàixer el 1903 a Corumbá, actual estat de Mato Grosso do Sul, i era la primogènita dels nou fills del matrimoni del gautxo Francisco Sertório Portinho i la boliviana María Velasco. El 1911 la família es trasllada a Rio de Janeiro on el pare treballà com a superintendent de neteja pública.
Entrà en el Col·legi Sacré Coeur de Jesús el 1912 i a l'Escola Politècnica de l'antiga Universitat del Brasil al 1920. Es va graduar en enginyera geògrafa el 1924. Va començar a fer classes de matemàtiques en el Col·legi Pedro II el 1925. Va ser un escàndol per a l'època ja que es tractava d'un internat masculí, però ni la intervenció del ministre de Justícia va aconseguir apartar-la'n.

### Trajectòria professional
El 1926 va esdevenir la tercera dona enginyera civil del Brasil. Es diplomà en la Universitat del Brasil, actual Universitat Federal de Rio de Janeiro. Entrà com a enginyera auxiliar en la Direcció d'Obres i Serveis viaris de la prefectura del Districte Federal. La seua primera obra va ser l'escola Ricard d'Albuquerque, al barri carioca del mateix nom.
Va signar el 1935 l'acta fundacional de la Societat d'Arquitectes i Enginyers de Rio de Janeiro. El 1937 fou una de les fundadores i primera presidenta de l'Associació Brasilera d'Enginyeres i Arquitectes. Fou la primera dona brasilera que obtingué el títol de postgrau com a urbanista, al 1939, en la desapareguda Universitat del Districte Federal, i el diploma li'l signà Mário de Andrade. Es va graduar en la Universitat del Districte Federal (UDF) amb la tesi Avantprojecte per a la futura capital del Brasil a l'Altiplà Central. Aquest projecte fou l'antecedent directe del Pla Pilot de Brasília projectat per Lúcio Costa. El 1945 aconseguí una beca per a viatjar a Anglaterra i integrar-se en els equips de reconstrucció i de les ciutats angleses bombardejades en la Segona Guerra Mundial.
A proposta d'ella, al 1947 es va crear dins de la prefectura el Departament d'Habitatge Popular, del qual va ser la primera directora. Fou l'enginyera civil del projecte i construcció del Conjunt Residencial Prefeito Mendes de Morais – Pedregulho, a São Cristóvão, inaugurat als anys 1950. L'arquitecte del projecte fou la seua parella, Affonso Eduardo Reidy. Artistes com Roberto Burle Marx, Anísio Medeiros i Candido Portinari crearen debades panells de taulells per a l'escola, patis i jardins del conjunt.
Va assumir la direcció executiva adjunta del Museu d'Art Modern de Rio de Janeiro al 1951, càrrec que va ocupar més de quinze anys. També fou enginyera responsable d'altres projectes de Reidy: com ara el conjunt de Gávea i el MAM. A partir del 1954 va dirigir les obres d'enginyeria civil de la nova seu del MAM.
El 1959 es va jubilar com a enginyera cap i directora del departament d'Habitatge Popular de la prefectura del Districte Federal i donà suport a la creació del taller de gravat del MAM, sota la direcció d'Edith Behring.
Va ser designada Ciutadana Carioca al 1966 per l'Assemblea Legislativa de l'estat de Guanabara. El 1967 el governador Negrão de Lima la designà directora de la primera escola de disseny industrial d'Amèrica del Sud: Escola Superior de Disseny Industrial, i ho fou durant vint anys, fins al 1988, i va continuar-hi treballant fins als 96 anys d'edat, amb l'escola integrada en la Universitat de l'Estat de Rio de Janeiro. El centre acadèmic de l'escola duu el nom de Carmem Portinho.
Al març de 1987 formà part de la comissió que lliurà la Carta de les dones al diputat Ulysses Guimarães, president de l'Assemblea Constituent. El 1992 la UERJ crea el premi «Carmem Portinho» per a reconéixer la producció científica dels alumnes. El 1999 es va publicar un llibre amb testimoniatges sobre la seua vida i obra, Por toda a minha vida.
Va integrar el jurat de diverses biennals d'art nacionals i internacionals, i salons d'arts plàstiques; representà el Brasil en congressos i trobades internacionals i rebé molts reconeixements. També organitzà exposicions d'arts plàstiques, arquitectura i disseny per a divulgar l'obra d'artistes com ara Ivan Serpa, Fayga Ostrower, Arthur Luiz Piza, etc., i arquitectes com Oscar Niemeyer, Alcides Rocha Miranda, Jorge Moreira i el seu company Alfonso Eduardo Reidy.

### Activisme feminista
Fou una militant pels drets de les dones. Des del 1919, encara en l'adolescència, col·laborà amb Bertha Lutz en l'organització del moviment sufragista brasiler. Lutz la va convidar a integrar-se en la Federação Brasileira pelo Progresso Feminino, en què fou tresorera i primera vicepresidenta. El 1930 funda en sa casa la União Universitária Feminina, amb el propòsit de lluitar pel reconeixement professional de les dones, i en fou la primera presidenta. La reunió inicial inclogué a Bertha Lutz, Maria Esther Ramalho, Natércia da Silveira, Sylvia Vaccani, Luíza i Amélia Spienza.
Per la lluita del moviment feminista, el president Getúlio Vargas designà una comissió per a estudiar els canvis electorals. Però el jurista que presidia la comissió volia atorgar el vot femení només a les dones que haguessen accedit a la universitat. La mateixa Carmem Portinho, mitjançant el seu cosí que era secretari de Vargas, aconseguí entrevistar-se amb el president i li manifestà la fèrria oposició de les organitzacions feministes a qualsevol restricció al dret de vot. Finalment, el 24 de febrer de 1932 Vargas signà el decret Núm. 21.076 que aprovava el primer codi electoral brasiler, amb el vot directe, obligatori i secret i el sufragi femení.
A més de qüestions puntuals pel dret al vot i el reconeixement professional, lluitava sobretot per la igualtat de drets laborals i salarials. Portinho considerava que sols l'emancipació econòmica de les dones els permetria l'emancipació social i política. En una entrevista al diari A Noite, el 17 d'agost de 1933, deia:
| « | ...¿En què la beneficia poder votar si ella (la dona) està sota tutela? Si no té emancipació econòmica ¿de què li val l'emancipació política? I si no és intel·lectualment lliure, aleshores podem afirmar que, en realitat, no ho és políticament. Servirà només d'instrument en mans dels professionals de la política. Si la dona al Brasil no té dret ni tan sols en la seua llar, on ho és tot, i per la qual ho sacrificaria tot, ¿de què li serveix donar-li dret al vot, i només aquest dret? Arriba fins a la ironia aquesta concessió aïllada. És com alliberar un ocell de la gàbia i amollar-lo en una habitació tancada (...) Sense drets civils, ni emancipació econòmica, ni instrucció, ni educació, sense conéixer els seus problemes, la dona continuarà sempre com protegida de l'home (...) | » |